# Baarsvissen
De baarsvissen (Percoidei) vormen de grootste onderorde van de orde Baarsachtigen (Perciformes).
Deze onderorde onderscheidt zich van de andere onderorden door de beenelementen in de schedel van de vissen. Bij de baarsvissen zijn ze niet met elkaar verbonden, terwijl ze dat bij de andere vissen dan de baarsachtigen wel zijn. Vissen uit deze onderorde hebben altijd een zijlijn, de ogen zijn zijdelings geplaatst en aan elke zijde van de kop hebben de vissen twee neusgaten.

## Taxonomie
Tot de onderorde behoren 79 families, ongeveer 550 geslachten en meer dan 3170 soorten:
Onderorde Baarsvissen (Percoidei)
| - Superfamilie Cepoloidea - Lintvissen Cepolidae - Superfamilie Cirrhitoidea - Aplodactiliden Aplodactylidae - Morwongs Cheilodactylidae - Chironemiden Chironemidae - Koraalklimmers Cirrhitidae - Trompetvissen Latridae - Superfamilie Percoidea - Acropomaden Acropomatidae - Aziatische glasbaarzen Ambassidae - Kardinaalbaarzen Apogonidae - Australische zalmen Arripidae - Banjos Banjosidae - Diepzeeharingen Bathyclupeidae - Zilvervissen Bramidae - Fuseliers Caesionidae - Zeebaarzen Callanthiidae - Horsmakrelen Carangidae - Caristiden Caristiidae - Picarellen Centracanthidae - Zonnebaarzen Centrarchidae - Valse Schorpioenvissen Centrogeniidae | - Superfamilie Percoidea (vervolg) - Glasbaarzen Centropomidae - Borsteltandigen Chaetodontidae - Goudmakrelen Coryphaenidae - Galjoenvissen Dichistiidae - Dinolesten Dinolestidae - Grotzaagbaarzen Dinopercidae - Sikkelvissen Drepaneidae - Remoras of Zuigbaarzen Echeneidae - Emmelichtiden Emmelichthyidae - Enoplosiden Enoplosidae - Diepwater Kardinaalbaarzen Epigonidae - Mojarra's Gerreidae - Parelbaarzen Glaucosomatidae - Feeënbaarzen Grammatidae - Grombaarzen Haemulidae - Bogas Inermiidae - Vlagvissen Kuhliidae - Loodsbaarzen Kyphosidae - Lactariden Lactariidae - Aziatische Zaagbaarzen Lateolabracidae - Reuzenbaarzen Latidae | - Superfamilie Percoidea (vervolg) - Ponyvissen Leiognathidae - Strandzalmen Leptobramidae - Straatvegers Lethrinidae - Zeebladvissen Lobotidae - Snappers Lutjanidae - Tegelvissen Malacanthidae - Meniden Menidae - Zilverbladvissen Monodactylidae - Moronen Moronidae - Zeebarbelen Mullidae - Nanderbaarzen Nandidae - Roostervissen Nematistiidae - Valse Snappers Nemipteridae - Notograptiden Notograptidae - Kaakvissen Opistognathidae - Oplegnathiden Oplegnathidae - Ostracoberyciden Ostracoberycidae - Bijlvissen Pempheridae - Harnashoofdvissen Pentacerotidae | - Superfamilie Percoidea (vervolg) - Zaagbaarzen Percichthyidae - Echte Baarzen Percidae - Zaagbaarzen Perciliidae - Rifwachters of Rondkoppen Plesiopidae - Veelstekelbaarzen Polycentridae - Draadvissen Polynemidae - Wrakvissen Polyprionidae - Engel of Keizersvissen Pomacanthidae - Blauwe baarzen Pomatomidae - Grootoogbaarzen Priacanthidae - Dwergzeebaarzen Pseudochromidae - Cobia's Rachycentridae - Ombervissen Sciaenidae - Gnoomvissen Scombropidae - Zaag of Zeebaarzen Serranidae - Witte Baarzen Sillaginidae - Schaapvissen of Zeebrasems Sparidae - Symphysanodonten Symphysanodontidae - Tijgerbaarzen Terapontidae - Schuttersvissen Toxotidae |